# Никольский храм (Старица)
Церковь Николая Чудотворца, также известна как Преображенская — православный храм в городе Старица Тверской области. Расположена на левом берегу Волги, на пересечении набережной Волги с улицей Адмирала Октябрьского.
Главный престол освящён в честь Преображения Господня.

## История
Николо-Преображенский храм был строился в течение 60 лет. В 1784 году были построены приделы в честь Казанской иконы Божией Матери и в честь Николая Чудотворца. Престол во имя Преображения Господня был завершён в 1806 году. Колокольня построена в 1843 году. Все части храма были сооружены на средства прихожан.
В советское время были уничтожены обе главы храма, небольшая главка на апсиде, шпиль на колокольне. Храм сильно пострадал после устройства в нём пекарни.

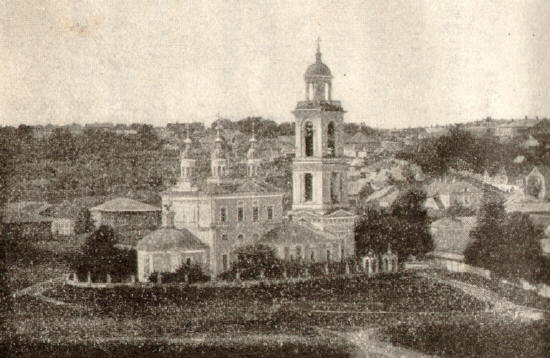
Дореволюционная фотография.